# Werner Schwan
Werner Schwan (* 27. Januar 1917 in Berlin; † 16. Juli 2002) war ein deutscher Geologe und zuletzt als Professor an der Universität Erlangen tätig. Er befasste sich u. a. mit der Tektonik deutscher Mittelgebirge, der Alpen und des Balkan, der griechischen und türkischen Gebirge und des Himalaya.
Nach dem Studium arbeitete Schwan am Geologischen Institut der Humboldt-Universität in Berlin. Nach seiner Habilitation übernahm er 1957 die Leitung des  Geotektonischen Instituts der Berliner Akademie der Wissenschaften der DDR, obwohl er in West-Berlin wohnte. Nach dem Bau der Berliner Mauer 1961 gab er diese Stelle auf Druck der DDR-Regierung auf und wechselte ans Geologisch-Paläontologische Institut der Universität Münster in Westfalen als Hochschuldozent und apl. Professor, bis er 1964 einem Ruf nach Erlangen folgte.
Hier war Schwan bis zu seiner Emeritierung 1982 Ordinarius für Geologie am Institut für Geologie und Mineralogie der Friedrich-Alexander-Universität Erlangen-Nürnberg. Er war akademischer Lehrer von etwa 100 Geologen und für fundierte wissenschaftliche Standpunkte bekannt. Forschungs- und Vortragsreisen führten ihn u. a. nach Japan, China und Hinterindien.
Auch nach seiner Emeritierung unternahm er mehrfach Forschungsreisen zum Himalaya, nach Griechenland und Türkei und publizierte zu speziellen Fragen der Erdkrusten-Tektonik, zuletzt vor allem im Raum Mitteleuropa.